# Hahntennjochstraße (2)
De Hahntennjochstraße, 2. Teil (L72) is een 5,18 kilometer lange Landesstraße (lokale weg) in het district Reutte in de Oostenrijkse deelstaat Tirol. De weg begint op de pashoogte Hahntennjoch, vanwaar ook het deel van de Hahntennjochstraße (L246) naar Imst loopt. Vandaar loopt de weg in westelijke richting, passeert enkele keren de Hahntennbach en loopt net ten noorden langs Pfafflar (1314 m.ü.A.). Net ten noorden van Boden gaat de weg over in de Bschlaber Straße (L266) die verder richting Lechtal loopt. Vanaf hier loopt er een weggetje naar het dorpje Boden (1354 m.ü.A.). Het beheer van de straat valt onder de Straßenmeisterei Lechtal.